# Seznam vystřihovánek Richarda Vyškovského
Seznam vystřihovánek Richarda Vyškovského zahrnuje papírové modely reálných staveb (stojících i zaniklých), které vytvořil architekt Richard Vyškovský. Kromě těchto staveb vytvořil i mnohé modely staveb bez reálného či známého předobrazu, stejně jako modely strojů aj.
| Název                                       | Rok vydání | Měřítko | Okres/země          | Poznámka                                |
| ------------------------------------------- | ---------- | ------- | ------------------- | --------------------------------------- |
| Kamzík – televizní věž                      | 1973       | 1:400   | Slovensko           |                                         |
| Most Slovenského národního povstání         | 1973       |         | Slovensko           |                                         |
| Kostel v Sedlišti                           | 1975       |         | Frýdek-Místek       |                                         |
| Zvonička v Ostrovci u Zbiroha               | 1975       |         | Rokycany            |                                         |
| Nádraží Ostrava-Vítkovice                   | 1977       | 1:150   | Ostrava-město       |                                         |
| Dřevěný kostelík v Ladomírové               | 1978       |         | Slovensko           |                                         |
| Cifkův statek v Třebízi                     | 1979       |         | Kladno              |                                         |
| Litice                                      | 1979       | 1:150   | Ústí nad Orlicí     |                                         |
| Orlík                                       | 1982       | 1:200   | Písek               | v roce 2000 v ABC v měř. 1:270          |
| Větrný mlýn z Kuželova                      | 1983       |         | Hodonín             |                                         |
| Pražský hrad                                | 1983       |         | Praha               |                                         |
| Hrad Pernštejn                              | 1984       | 1:220   | Brno-venkov         |                                         |
| Červená Lhota                               | 1985       | 1:140   | Jindřichův Hradec   |                                         |
| Mlýn z Veselého kopce                       | 1986       |         | Chrudim             |                                         |
| Dům dětského a mládežnického tisku SSM      | 1987       | 1:150   | Praha               | Radlická 1170/61, Praha, ABC 1–2/32     |
| Blatná                                      | 1987       | 1:180   | Strakonice          | v roce 2001 v ABC v měř. 1:210          |
| Sion                                        | 1987       |         | Kutná Hora          | zřícenina                               |
| Průmyslový palác                            | 1991       | 1:280   | Praha               |                                         |
| Stavovské divadlo                           | 1991       | 1:150   | Praha               |                                         |
| Kolos rhodský                               | 1993       |         | Řecko               | zaniklá stavba                          |
| Pyramidy a sfinga                           | 1994       |         | Egypt               |                                         |
| Maják na ostrově Faros                      | 1994       |         | Egypt               | zaniklá stavba                          |
| Švihov                                      | 1994       | 1:150   | Klatovy             |                                         |
| Bertramka                                   | 1995       |         | Praha               |                                         |
| Karlův most – Staroměstská mostecká věž     | 1995       |         | Praha               | pohlednice                              |
| Prašná brána                                | 1995       |         | Praha               | pohlednice                              |
| Staroměstský orloj                          | 1995       |         | Praha               | pohlednice                              |
| Staronová synagoga                          | 1995       |         | Praha               | pohlednice                              |
| Zlatá ulička na Pražském hradě              | 1995       |         | Praha               | pohlednice                              |
| Mauzoleum v Halikarnassu                    | 1995       |         | Turecko             | zaniklá stavba                          |
| Zámek v Roztokách u Prahy                   | 1995       |         | Praha-západ         |                                         |
| Diův chrám a socha v Olympii                | 1996       |         | Řecko               | zaniklá stavba                          |
| Semiramidiny zahrady                        | 1996       |         | Irák                | zaniklá stavba                          |
| Artemidin chrám v Efesu                     | 1998       |         | Turecko             | zaniklá stavba                          |
| Zámeček Vysoký hrádek                       | 1999       | 1:150   | České Budějovice    |                                         |
| Bazilika sv. Jiří na Pražském hradě         | 2000       |         | Praha               | pohlednice                              |
| Betlémská kaple                             | 2000       |         | Praha               | pohlednice                              |
| Černá věž na Pražském hradě                 | 2000       |         | Praha               | pohlednice                              |
| Karlův most – malostranské mostecké věže    | 2000       |         | Praha               | pohlednice                              |
| Loreta                                      | 2000       |         | Praha               | pohlednice                              |
| Tower Bridge                                | 2000       | 1:300   | Spojené království  |                                         |
| Kostel Panny Marie pod řetězem              | 2000       |         | Praha               | pohlednice                              |
| Státní hrad Rožmberk                        | 2000       | 1:165   | Český Krumlov       |                                         |
| Zámek Pardubice                             | 2001       | 1:165   | Pardubice           |                                         |
| Kostel sv. Ondřeje v Borgundu               | 2001       | 1:120   | Norsko              |                                         |
| Katedrála svatého Víta na Pražském hradě    | 2002       | 1:500   | Praha               |                                         |
| Kostel a klášter sv. Jiří na Pražském hradě | 2002       | 1:500   | Praha               |                                         |
| Pisa – šikmá věž                            | 2003       |         | Itálie              |                                         |
| Starý královský palác na Pražském hradě     | 2003       | 1:500   | Praha               |                                         |
| Kostel sv. Kateřiny v Ostravě-Hrabové       | 2004       | 1:87    | Ostrava-město       |                                         |
| Hrad Dražice                                | 2005       | 1:200   | Mladá Boleslav      | zřícenina                               |
| Poutní kostel na Homoli                     | 2006       | 1:200   | Rychnov nad Kněžnou |                                         |
| Skuhrov nad Bělou                           | 2006       | 1:300   | Rychnov nad Kněžnou | zaniklá stavba, vyšlo i jako pohlednice |
| Bludiště na Petříně                         | 2007       | 1:120   | Praha               |                                         |
| Maměnka z Pusteven                          | 2007       | 1:120   | Vsetín              |                                         |
| Točník                                      | 2007       | 1:200   | Beroun              | zřícenina                               |
| Kozí hrádek u Tábora                        | 2009       | 1:250   | Tábor               | zřícenina                               |
| Letohrádek Hvězda                           | 2010       | 1:250   | Praha               |                                         |
| Stará radnice v Rychnově nad Kněžnou        | 2010       | 1:150   | Rychnov nad Kněžnou |                                         |
| Brána Matky Boží v Jihlavě                  | 2011       | 1:150   | Jihlava             |                                         |
| Hrad Lichnice                               | 2011       | 1:250   | Chrudim             | zřícenina                               |
| Státní hrad Lipnice                         | 2011       | 1:250   | Havlíčkův Brod      | zřícenina                               |
| Státní hrad a zámek Jindřichův Hradec       | 2018       | 1:300   | Jindřichův Hradec   |                                         |
| Kestřanské tvrze                            | 2019       | 1:200   | Písek               |                                         |
| Stará radnice a kostel sv. Víta v Soběslavi | 2019       | 1:160   | Tábor               |                                         |